# Jimmy Briand
Jimmy Julien Briand (Vitry-sur-Seine, 2 de agosto de 1985) es un exfutbolista francés que jugaba como delantero.

## Selección nacional
Fue internacional con la selección francesa en cinco ocasiones. Sufrió una dislocación en su rótula que le impidió seguir siendo convocado con regularidad. Volvería a jugar en 2010, en un partido contra Noruega que su selección perdería 2-1.

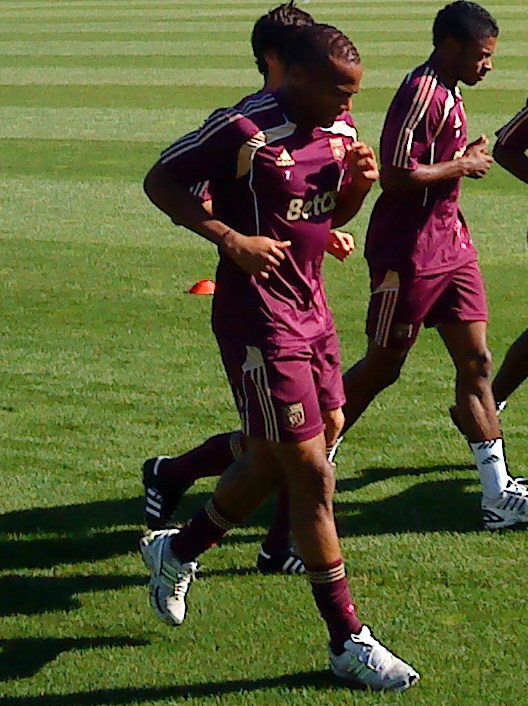
Briand con el Olympique de Marsella en 2010

## Clubes
| Club                       | País     | Año       |
| -------------------------- | -------- | --------- |
| Stade Rennais F. C.        | Francia  | 2003-2010 |
| Olympique de Lyon          | Francia  | 2010-2014 |
| Hannover 96                | Alemania | 2014-2015 |
| E. A. Guingamp             | Francia  | 2015-2018 |
| F. C. Girondins de Burdeos | Francia  | 2018-2022 |

## Palmarés

### Títulos nacionales
| Título               | Club              | País    | Año  |
| -------------------- | ----------------- | ------- | ---- |
| Copa de Francia      | Olympique de Lyon | Francia | 2012 |
| Supercopa de Francia | Olympique de Lyon | Francia | 2012 |